# San Casimiro, Rè di Polonia

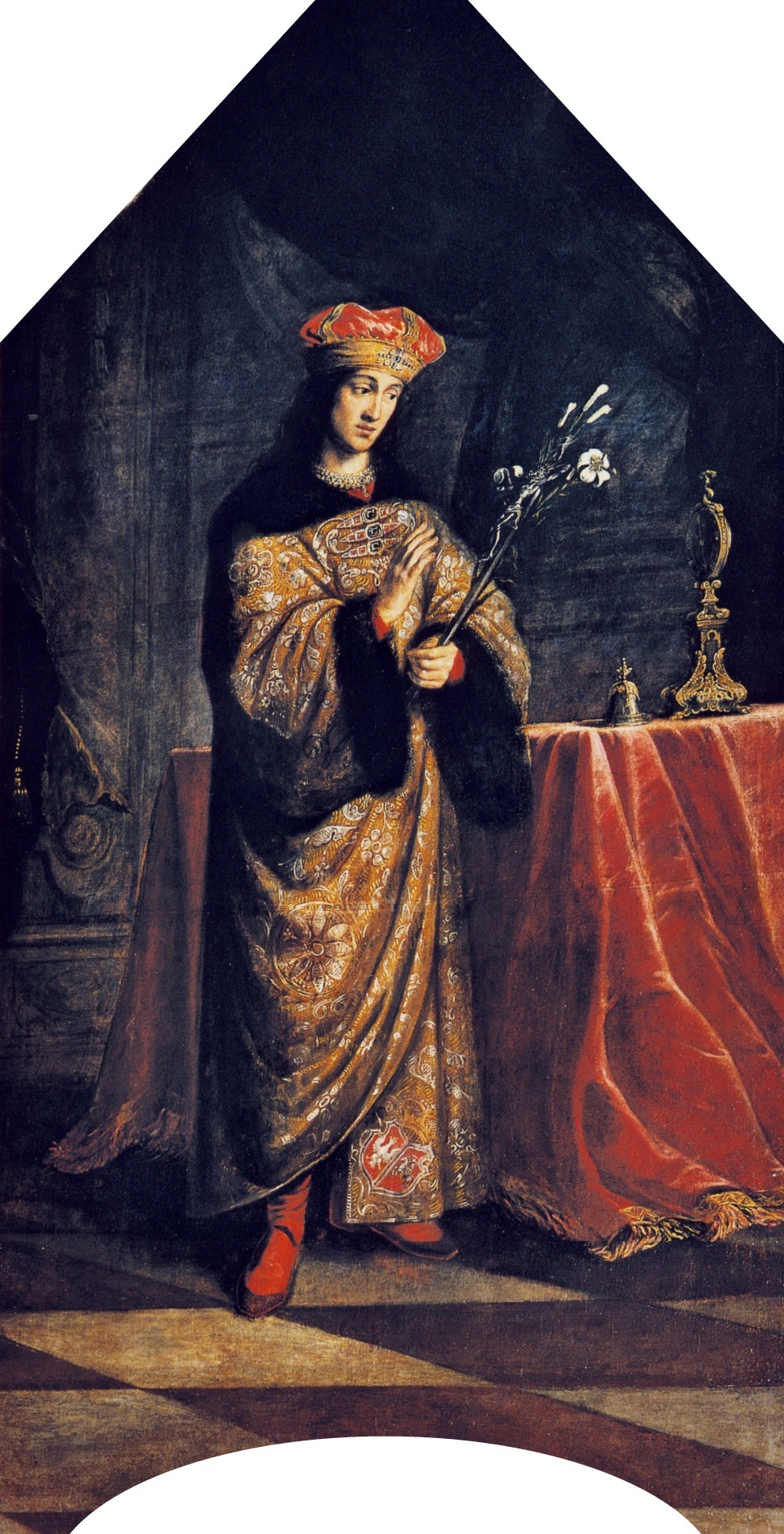
Saint Casimir, par Daniel Schultz (1670).

San Casimiro, Rè di Polonia, (« Saint Casimir, roi de Pologne ») est un oratorio d'Alessandro Scarlatti, écrit pour solistes (SSSAT(B) ou (SSATT(B) et orchestre. L'œuvre est créée à Florence à la Compagnia della Purificazione di Maria Vergine et di S Zenobi detta di S Marco en 1705 et reprise à Vienne en 1713.
Il est possible que la représentation de Florence ne soit pas la première, mais il ne reste aucune trace d'une représentation antérieure à Rome, peut-être dans le cercle de la reine Maria Kazimiera Sobieska (ou Marysieńka), épouse du roi Jean III de Pologne (mort en 1697) et exilée à Rome depuis mars 1699.

## San Casimiro, rè di Polonia
Oratorio a cinque con stromenti
| Regio Fasto             | soprano          |
| Amor Profano            | soprano ou ténor |
| Castità                 | soprano          |
| Umilità                 | alto             |
| S. Casimiro             | ténor            |
| Coro à cinque col basso | (chœur)          |

Dans la première partie, l'Amour profane et la pompe royale veulent tenter Casimir avec les plaisirs mondains et le faste. La Chasteté et l'Humilité annoncent leur soutien à Casimir contre les tentations. Dans la seconde partie, Casimir intervient pour la première fois. Confronté aux incitations de la Pompe royale, Casimir est momentanément tenté, mais avec le soutien de l'Humilité, il décide finalement de dédaigner la pompe et les plaisirs.

### Première partie
- Introduzione
- Aria (Amor Profano) - "Miei spirti guerrieri"
- Recitativo arioso (Amor Profano) - "Con Casimiro il forte"
- Aria (Amor Profano) - "L'ardire, l'ardire destate"
- Recitativo (Amor Profano) - "Mà nò, deh cessi omai"
- Aria (Amor Profano) - "Se non allerto"
- Recitativo arioso (Regio Fasto) - "Folle garzon che tenti?"
- Arioso (Regio Fasto) - "Ben trionfar saprà"
- Aria (Regio Fasto) - "Mal sicuro è un regio Soglio"
- Recitativo (Amor Profano, Regio Fasto) - "Ascolta amica, ascolta"
- Aria (Regio Fasto) - "E`viltade, e non è gloria"
- Recitativo (Castità) - "Frenate omai l'ardire"
- Aria (Castità) - "Franto hai l'arco Arcier alato"
- Recitativo arioso (Umilità) - "Ed io, che mille volte"
- Aria (Umilità) - "A che fonda uman pensiero"
- Recitativo a due (Regio Fasto, Amor Profano, Castità, Umilità) - "E tanto ardira imbelli?"
- Aria (Amor Profano) - "L'ardire destate"
- Recitativo (Regio Fasto) - "La vittoria è sicura, che ogni core forza"
- Aria a due (Regio Fasto, Amor Profano) - "Al serto le rose"

### Seconde partie
- Aria (S. Casimiro) - "Alma mia, che fai, che pensi?"
- Recitativo (S. Casimiro) - "Quanto, quanto s' inganna"
- Aria (S. Casimiro) - "In te solo o sommo nume"
- Recitativo (Regio Fasto) - "Dunque vile, e negletto"
- Aria (Regio Fasto) - "Che ti giova o Prence invitto"
- Recitativo (Umilità, S. Casimiro) - "Che glorie, che troferi"
- Aria (Regio Fasto) - "De sensi all'incanto"
- Recitativo (Regio Fasto, Umilità) - "Casimiri tinganni"
- Aria (Umilità) - "Al mondo vano"
- Recitativo (Regio Fasto) - "Pur da maggiori tuoi"
- Aria a due (Regio Fasto, Umilità) - "Mira pur gli antichi allori"
- Recitativo (S. Casimiro) - "Fra contrari pensieri"
- Aria (S. Casimiro) - "Già, già di fede"
- Aria e Coro finale (Regio Fasto, Coro) - "L'umiltá di Casimiro"

## Manuscrits
- Bibliothèque nationale autrichienne, A-Wn (Ms. Cod. 159157)
- Bibliothèque nationale d'Espagne, E-Mn (M.2244)

## Enregistrements
- San Casimiro, rè di Polonia - dir. Bruno Nicolai (13 octobre 1982, LP Edi-pan) (OCLC 23215311) — édition de Lino Bianchi
- San Casimiro, rè di Polonia - Olga Pasiecznik, Jacek Laszczkowski, Anna Mikołajczyk, sopranos ; Marcin Ciszewski, contralto ; Krzysztof Szmyt, ténor ; Jarosław Bręk, basse ; groupe instrumental, dir. Jery Żak (avril-mai 1999, Acte Préalable AP0025)[2] (OCLC 864737352)

## Sources
- (en) Edward J. Dent, Alessandro Scarlatti : his life and works, Londres, E. Arnold, 1960 (1re éd. 1905), 259 p. (OCLC 2058035, lire en ligne)
- (en) Anna Ryszka-Komarnicka, « The Musical Characteristics of Wordly Temptations in Alessandro Scarlatti’s S. Casimiro, re di Polonia: Regio Fasto (Royal Splendour) as the Main Protagonist, and the Possible Origins of the Oratorio », Musicology Today, vol. 6,‎ 2009, p. 113–126 (ISSN 1734-1663, OCLC 999208051, présentation en ligne, lire en ligne [PDF])